# Nimara (špilja)
Nimara je špilja na poluotoku Nimara, u blizini grada Marmaris, u Turskoj.
Strop u špilji je visok između 3 i 5 metara, a širina joj je 5 metara.

## Ljudska prisutnost
Ljudi su u špilji boravili od davnina. Prema pisanju grčkog povjesničara Herodota, ljudi u špilji borave još od 3000 godine pr.n.e., koliko otprilike seže u prošlost i stari grad Physkos. No, iskapanja obavljena 1997. pokazala su da prvi tragovi ljudske prisutnosti sežu čak 12 000 godina u prošlost.

## Životinjski svijet
U špilji se mogu naći leptiri troglokseni, zbog čega je špilja 1999. proglašena zaštićenim područjem.

## Vanjske poveznice i reference
1. ↑  Marmaris Heaven Island (engl.)
2. ↑  Nimara Cave, Marmaris (engl.)